# Пантелиха (Владимирская область)
Пантелиха — деревня в Суздальском районе Владимирской области России, входит в состав Селецкого сельского поселения.

## География
Деревня расположена в междуречье рек Нерль и Ирмес в 11 км на север от райцентра города Суздаль.

## История
В конце XIX — начале XX века деревня входила в состав Бородинской волости Суздальского уезда, с 1924 года — в составе Суздальской волости Владимирского уезда. В 1859 году в деревне числилось 20 дворов, в 1905 году — 36 дворов, в 1926 году — 61 дворов.
С 1929 года деревня входила в состав Романовского сельсовета Суздальского района, с 1986 года — в составе Весьского сельсовета, с 1992 года — в составе Омутского сельсовета, с 2005 года — в составе Селецкого сельского поселения.

## Население
| 1859 | 1905 | 1926 |
| ---- | ---- | ---- |
| 117  | 235  | 333  |

| 1859 | 1905 | 1926 | 2002 | 2010 | 2021 |
| ---- | ---- | ---- | ---- | ---- | ---- |
| 117  | ↗235 | ↗333 | ↘18  | ↘11  | ↘2   |